# Municipio de New Britain
El municipio de New Britain (en inglés: New Britain Township) es un municipio ubicado en el condado de Bucks en el estado estadounidense de Pensilvania. En el año 2000 tenía una población de 10.698 habitantes y una densidad poblacional de 280.9 personas por km².

## Geografía
El municipio de New Britain se encuentra ubicado en las coordenadas 40°17′55″N 75°10′24″O / 40.29861, -75.17333.

## Demografía
Según la Oficina del Censo en 2000 los ingresos medios por hogar en la localidad eran de $71,194 y los ingresos medios por familia eran $77,896. Los hombres tenían unos ingresos medios de $57,188 frente a los $34,390 para las mujeres. La renta per cápita para la localidad era de $28,923. Alrededor del 1,9% de la población estaban por debajo del umbral de pobreza.